# وادي ملاق
وادي ملاق هو من أهم الأودية بالبلاد التونسية بعد وادي مجردة، رغم أنه غير دائم السيلان.
- ينبع وادي ملاق بالشرق الجزائري تحديدا ببلدية العوينات ولاية تبسة ويشق الشمال التونسي إلى أن يصب في وادي مجردة .
- يوجد على هذا الوادي سد وادي ملاق.